# Batalha de Xangai
A Batalha de Xanghai (chinês tradicional: 淞滬會戰, chinês simplificado: 淞沪会战, pinyin: Sōng hù huìzhàn) ou Segundo Incidente em Xangai (em japonês:  第二次上海事変) foi uma grande batalha urbana travada entre o Império do Japão e a República da China, de agosto a novembro de 1937, na cidade chinesa de Xangai durante a Segunda Guerra Sino-Japonesa. Foi a segunda batalha pela cidade e o primeiro dos vinte e dois confrontos principais travados entre o Exército Nacional Revolucionário Chinês e o Exército Imperial Japonês de 1937 a 1945.
Os japoneses finalmente venceram após mais de três meses de extensos combates em terra, no ar e no mar. Ambos os lados acusaram-se mutuamente de usar armas químicas durante a batalha, tendo sido confirmado que as forças japonesas utilizaram ilegalmente gás venenoso pelo menos treze vezes. O historiador Peter Harmsen afirmou que a batalha "pressagiou o combate urbano como seria travado não apenas durante a Segunda Guerra Mundial, mas durante o restante do século XX" e que "sinalizou a totalidade da guerra urbana moderna". Envolvendo mais de um milhão de soldados em ambos os lados, foi a maior batalha urbana até a Batalha de Stalingrado, que ocorreu quase 5 anos depois.

## Antecedentes
Desde a invasão japonesa da Manchúria em 1931, seguida pelo ataque japonês a Xangai em 1932, ocorreram conflitos armados contínuos entre a China e o Japão sem uma declaração oficial de guerra. Esses conflitos finalmente aumentaram em julho de 1937, quando o Incidente da Ponte Marco Polo desencadeou o avanço total do Japão.
Xangai era a maior e mais cosmopolita cidade da China, sendo a quinta maior cidade do mundo na época. Xangai era conhecida como a "Pérola do Oriente" e "Paris do Oriente", sendo o principal centro comercial e o maior porto da China. Durante a feroz batalha de três meses, as forças da China e do Japão lutaram no centro de Xangai, nas cidades periféricas e nas praias do rio Yangtze e da baía de Hangzhou, onde os japoneses haviam feito desembarques anfíbios. A batalha foi difundido pelo globo por causa da grande população internacional vivendo em Xangai, a qual foi testemunha ocular dos violentos combates de rua e da destruição generalizada da cidade. Nas palavras do correspondente americano Edgar Snow:

Era como se Verdun tivesse acontecido no Sena, à vista de uma Paris da Margem Direita que era neutra; como se uma Gettysburg fosse travada no Harlem, enquanto o resto de Manhattan permanecia um observador não-beligerante.
A batalha por Xangai pode ser dividida em três etapas e eventualmente envolveu cerca de um milhão de soldados. A primeira fase durou de 13 a 22 de agosto de 1937, durante a qual o Exército Nacional Revolucionário (ENR) entou erradicar a presença de tropas japonesas no centro de Xangai em sangrentos combates urbanos. A segunda fase durou de 23 de agosto a 26 de outubro de 1937, durante a qual os japoneses lançaram desembarques anfíbios na costa de Jiangsu e os dois exércitos travaram uma batalha de casa em casa na região do riacho ao norte de Xangai, com os japoneses tentando obter o controle da cidade e das regiões vizinhas. A última fase, que vai de 27 de outubro ao final de novembro de 1937, envolveu a retirada do exército chinês diante das manobras de flanco japonesas e o combate que se seguiu na estrada para a então capital da China, Nanquim. Além dos combates urbanos, a guerra de trincheiras também foi travada na periferia da cidade.

## Prelúdio

### Incidente Ōyama

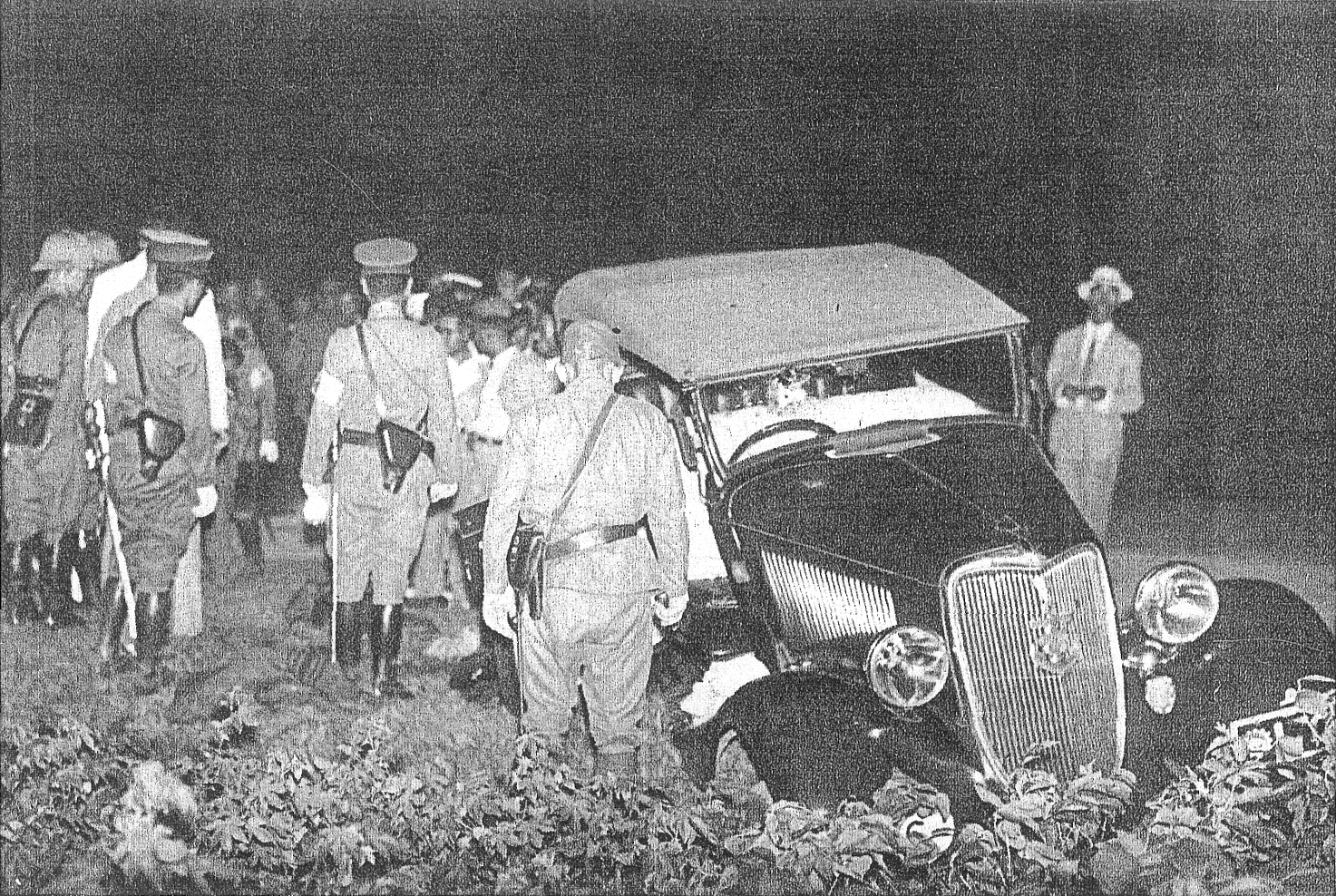
O Incidente Ōyama em 9 de agosto de 1937.

Em 9 de agosto, o tenente Isao Ōyama (大山勇夫) e seu motorista, o marinheiro de primeira classe Saito Yozo, das Forças Especiais Terrestres da Marinha japonesa (海軍特別陸戦隊), chegaram em alta velocidade em um carro até o portão do aeroporto de Hongqiao. Quando foram parados por um guarda chinês, o tenente e seu motorista tentaram passar pelo portão. O guarda os parou novamente e Ōyama atirou e matou o guarda. Outros guardas chineses responderam ao fogo, e Ōyama e Saito foram mortos no tiroteio. O acesso ao aeroporto de Hongqiao foi uma violação dos termos acordados entre a China e o Japão no âmbito do cessar-fogo assinado em 1932.
|  |  |  |  |